# Opían
Opían (grec antic: Οππιᾰνός, Oppianós) fou un poeta de l'antiga Grècia natural de Cilícia que va viure al segle ii. És autor d'un poema didàctic sobre la pesca intitulat Halièutiques (grec antic: Ἁλιευτικά, Halieutikà), obra que la tradició manuscrita ha conservat fins als nostres dies.

## Biografia
Existeix una confusió entre aquest autor i un altre personatge, anomenat també Opían i sovint dit Pseudo-Opían (o bé Opían d'Apamea), que la tradició manuscrita confon amb l'anterior i que és autor d'una altra obra semblant, intitulada Cinegètiques (grec antic: Κυνηγετικά, Kynēgetikà). Els manuscrits ofereixen tots dos texts com a obra d'un mateix autor, i els acompanyen d'una vita (de) anònima que sembla que mescla fets biogràfics de tots dos personatges.
Els filòlegs moderns consideren que Opían és l'autor solament de les Halièutiques. Hauria nascut a començament del segle ii a Cilícia, probablement a Còricos, tal com diu la Suda i sembla confirmar el mateix text en un passatge (III 205-209), malgrat que la vita anònima dubta entre Còricos i Anazarb. El seu període de maduresa coincidiria amb el regnat de Marc Antoni (161-180).
La vita dels manuscrits afegeix tot un seguit de fets biogràfics, que bé poden correspondre efectivament a Opían, bé al Pseudo-Opían, autor de les Cinegètiques, o bé ser inventats. El text diu que era fill d'Agesilau i Zenòdota, i que va rebre una educació molt bona gràcies al seu pare, un personatge important en la seva ciutat. Per una manca de respecte a l'emperador Sever, fou exiliat a l'illa de Mèlita, i Opían, llavors de trenta anys, l'acompanyà. Fou aquí que Opían escrigué les seves obres, i a la mort de l'emperador, les presentà al seu fill, Antoní, que, si el fet fa referència a Opían, s'ha de tractar de Còmmode, o, si fa referència al Pseudo-Opían, més bé a Caracal·la; o bé al mateix emperador, abans de la seva mort. L'emperador gaudí de les poesies i el recompensà, però, de tornada a casa, Opían morí de malaltia a una trentena d'anys. Els seus conciutadans li erigiren un monument.

## Obra
Les Halièutiques són una composició poètica d'uns 3.500 versos hexàmetres dividits en cinc llibres. El text tracta de la pesca: els dos primer versen sobre història natural dels peixos, mentre que els tres darrers sobre l'art de la pesca. Opían demostra un coneixement zoològic considerable, però mesclat amb diverses faules i històries fantàstiques impròpies de la seva època.
Els manuscrits que contenen les Halièutiques transmeten l'obra juntament amb les Cinegètiques del Pseudo-Opían, una obra en quatre llibres d'uns 2.100 versos, també en hexàmetres, sobre l'art de la caça. Les Cinegètiques, que són posteriors a les Halièutiques (van dirigides a l'emperador Caracal·la, mentre que les Halièutiques van dirigides a Marc Antoni), tenen una qualitat literària manifestament inferior, cosa que fa pensar que no poden ser obra del mateix autor. Totes dues obres van acompanyades d'una paràfrasi en prosa atribuïda a cert Eutecni, a més d'una tercera paràfrasi d'una obra no conservada, intitulada Ixèutiques (grec antic: Ἰξευτικά, Ixeutikà), sobre falconeria. Aquesta obra és atribuïble també al Pseudo-Opían, però també podria ser obra d'un tercer autor, tal vegada Dionisi, autor d'un tractat sobre pedres (Lithiaca).